# حقوق المرأة في البحرين

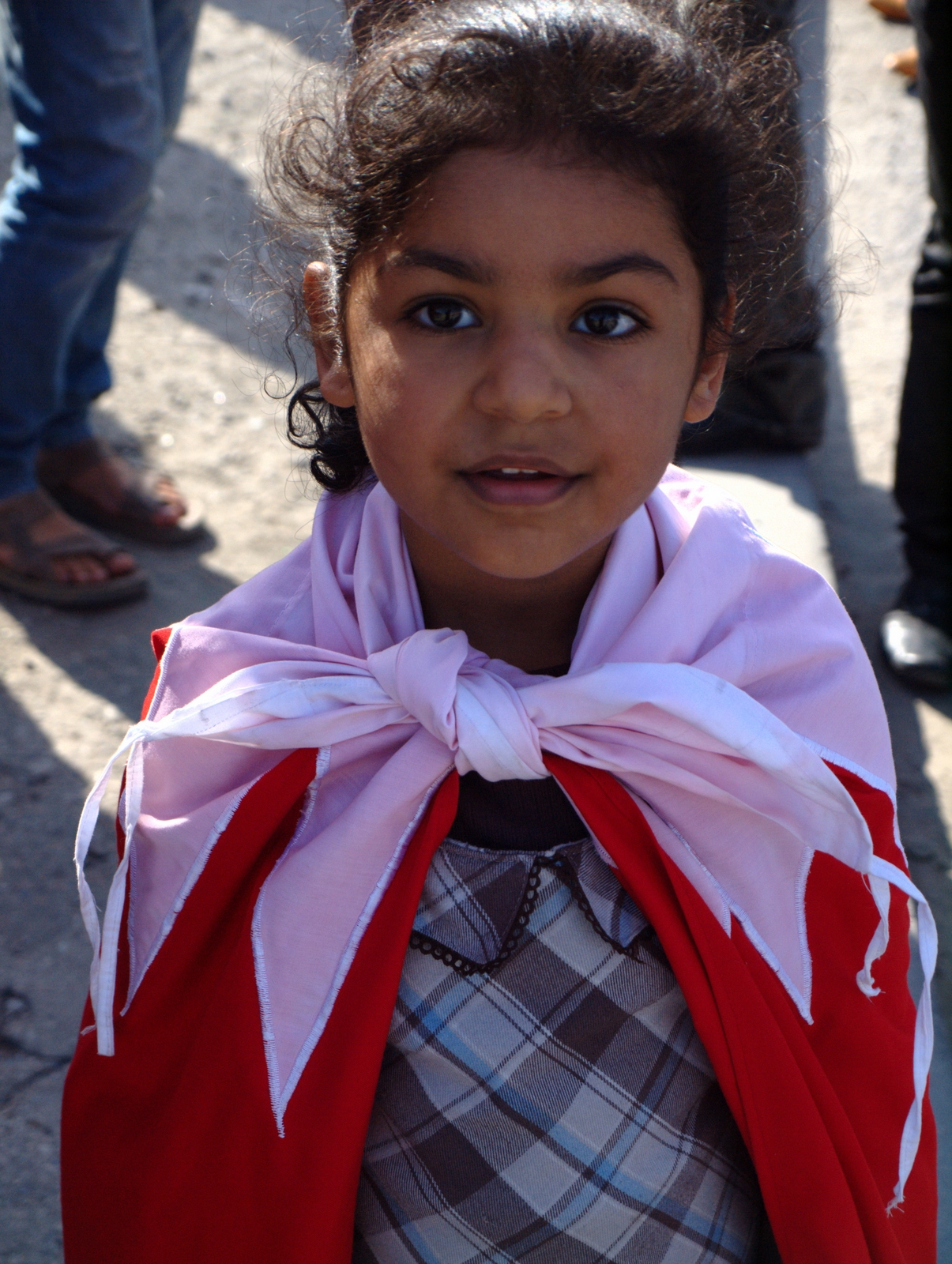

حقوق المرأة في البحرين هو حجر الزاوية في الإصلاحات السياسية التي بدأها الملك حمد بن عيسى بن سلمان آل خليفة مع حصول المرأة على حق التصويت والترشح في الانتخابات النيابية والبلدية لأول مرة بعد أن تم تعديل الدستور في عام 2002. بتوسيع الحقوق السياسية المتساوية رافقه حملة واعية للارتقاء بالمرأة إلى مواقع السلطة داخل الحكومة.
إن هذه الخطوة لإعطاء المرأة حق التصويت في عام 2002 تعتبر جزءا من عدة إصلاحات سياسية واسعة النطاق التي شهدت إنشاء مجلس نواب منتخب ديمقراطيا والإفراج عن السجناء السياسيين. قبل عام 2002 كانت النساء لا تملك حقوق سياسية ولا يمكنها أن تصوت في الانتخابات أو تترشح.
كان هناك بعض الغموض نحو توسيع الحقوق السياسية من قبل المجتمع البحريني حيث أبدت 60% من النساء أنفسهن بعدم اعطائهن صوتهم لمرشحات نساء في عام 2001.
على الرغم من أن العديد من النساء ترشحن في الانتخابات البلدية والبرلمانية على حد سواء في عام 2002 فإنهن لم تنجح منهن أي واحدة. غابت المرشحات بشكل واضح من قوائم الجمعيات الإسلامية مثل جمعية الوفاق الوطني الإسلامية وجمعية المنبر الوطني الإسلامي وجمعية الأصالة الإسلامية.
بعد الأداء الضعيف للمرشحات الستة بما فيهن مسيحية واحدة في الانتخابات النيابية تم تعيين بعضهن في مجلس الشورى. في عام 2004 عينت البحرين أول وزيرة وهي ندى حفاظ في منصب وزيرة الصحة وفي عام 2005 فاطمة البلوشي وزيرة للتنمية الاجتماعية. في أبريل 2005 أصبحت أليس سمعان عضوة مجلس الشورى أول امرأة تترأس الدورة البرلمانية في العالم العربي عندما ترأست مجلس الشورى. أعطيت رئيسة المنظمة النسائية الرئيسية المجلس الأعلى للمرأة لولوة العوضي لقب الوزيرة الفخرية.
في يونيو 2006 تم انتخاب البحرين لرئاسة الجمعية العامة للأمم المتحدة وتم تعيين هيا بنت راشد آل خليفة رئيسة مما يجعلها أول امرأة في الشرق الأوسط وثالث امرأة في التاريخ تتولى هذا المنصب. هيا محامية بحرينية بارزة وداعية لحقوق المرأة. قال الأمين العام للامم المتحدة كوفي عنان عنها: «التقيت بها أمس ووجدتها مؤثرة جدا. جميع الدول الأعضاء مصممة على العمل معها ودعمها واعتقد انها سوف تجلب بعدا جديدا للعمل هنا».
أصبحت ناشطات حقوق المرأة شخصيات سياسية في البحرين مثل غادة جمشير التي اختيرت من قبل مجلة فوربس باعتبارها أحد عشرة نساء الأكثر قوة وفعالية في العالم العربي في مايو عام 2006.
دعت غادة جمشير الناشطة الأبرز في مجال حقوق المرأة في البحرين إصلاحات الحكومة بأنها اصطناعية وهامشية في بيان صدر في ديسمبر 2006:
الحركة النسائية في البحرين شجعت الناشطين في مجال حقوق المرأة في بقية دول الخليج العربي لتصعيد المطالب من أجل المساواة. في عام 2005 تم الإعلان عن أن المرأة الكويتية سيتم منحها حقوق سياسية متساوية مع الرجل.

## قانون الأحوال الشخصية
القضية الأكثر إلحاحا بالنسبة للعديد من النساء البحرينيات هي عدم وجود قانون أسرة موحد أو قانون الأحوال الشخصية كما هو معروف وترك مسائل الطلاق وحضانة الأطفال لتقدير القضاة الشرعيين الذين قد يتعرضون لانتقادات عن الأحكام الصادرة منهم. في نوفمبر 2005 تحالف المجلس الأعلى للمرأة مع ناشطات في مجال حقوق المرأة من أجل القيام بحملة من أجل التغيير وتنظيم المظاهرات ووضع ملصقات في جميع أنحاء البلاد وتنفيذ سلسلة من المقابلات الإعلامية.
ومع ذلك فقد تمت مقاومة إصلاح القانون من قبل جمعية الوفاق الوطني الإسلامية الشيعية المعارضة مما أدى إلى مواجهة سياسية كبيرة مع نشطاء حقوق المرأة. ذكرت جمعية الوفاق أن أيا من مجلس النواب أو الحكومة لديهم السلطة لتغيير القانون لأن هذه المؤسسات يمكن أن يسيئوا تفسير كلام الله. بدلا من ذلك فإن حق إصلاح القانون هو من مسؤولية الزعماء الدينيين.
في 9 نوفمبر 2005 ادعى أنصار جمعية الوفاق أنهم قد نظموا أكبر مظاهرة من نوعها في البحرين بمشاركة 120 ألف شخص للاحتجاج على قانون الأحوال الشخصية والحفاظ على وجود قوانين الطلاق والميراث الخاصة بكل جماعة دينية. في نفس اليوم نظم تحالف منظمات حقوق المرأة مظاهرة تدعو إلى قانون موحد ولكن لم يستطع جذب سوى 500 شخص فقط.
قسمت قضية قانون الأحوال الشخصية الموحد المجتمع المدني إلى معسكرين أحدهما المؤيدين ويشملون نشطاء حقوق المرأة وجماعات حقوق الإنسان والآخر المعارضون وهما جمعية الوفاق وجمعية الأصالة الإسلامية السلفية:

### مع
- المجلس الأعلى للمرأة.
- الجمعية البحرينية لحقوق الإنسان.
- جمعية البحرين لمراقبة حقوق الإنسان.
- جمعية العمل الوطني الديمقراطي.
- مركز البحرين لحقوق الإنسان.
- الشراكة، فرع منظمة العفو الدولية في البحرين.
- الاتحاد النسائي البحريني.
- العريضة النسائية.

### ضد
- جمعية الوفاق الوطني الإسلامية.
- جمعية الأصالة الإسلامية.
- جمعية العمل الإسلامي.
- جمعية التوعية الإسلامية.
- جمعية الشفافية العاصمية.

## انتخابات 2006
ثمانية عشر مرشحة تنافست في الانتخابات النيابية في البحرين في 25 نوفمبر 2006 ولكن فازت مرشحة واحدة بمقعد في مجلس النواب وهي لطيفة القعود بسبب التوجيه السياسي في توزيع الدوائر الانتخابية. معظم النساء ترشحن إما عن الجمعيات اليسارية أو مستقلات ولم تترشحن عن تمثيل أي جمعية سياسية دينية على الرغم من أن جمعية الأصالة السلفية هي الجمعية الوحيدة التي تعارض علنا ترشيح المرأة في الانتخابات النيابية.